# ジェイソン・トッド
ジェイソン・トッド（英: Jason Todd）は、DCコミックスの出版するアメリカンコミック『バットマン』に登場する架空の人物。ジェリー・コンウェイとドン・ニュートンによって創造され、1983年の"Batman #357"で初登場した。2代目ロビン。

## 概要
ジェリー・コンウェイとドン・ニュートンによって創造され、サーカスのアクロバット一家の子供として"Batman #357"（1983年3月）で初登場した。キラークロックに両親が殺害され、ブルース・ウェインに養子として引き取られる。1985年の「For the Man Who Has Everything」にもロビンとして登場し、ブラックマーシーに捕らわれたスーパーマンを救い出す活躍をしている。
1985年の「クライシス・オン・インフィニット・アース」を経てジェイソン・トッドのオリジンが"Batman #408"（1987年6月）で改めて紹介された。1988年9月、編集者のデニス・オニールはジェイソン・トッドの生死を決めるイベントを読者に提案した。電話投票の結果、わずかに「生き延びない」が上回り「デス・イン・ザ・ファミリー」でジェイソンはジョーカーによって殺害された。
2005年の「インフィニット・クライシス」でマルチバースが再び導入され、ジェイソンが死亡しなかった時間軸から瀕死の状態でタリア・アル・グールによってラザラス・ピットへ入れられる。復活したジェイソンはレッドフードとしてバットマンの前に再び現れた。

## 人物
本名：ジェイソン・ピーター・トッド (Jason Peter Todd)
父ウィリス・トッドと母キャサリン・トッドの間に生まれる。父はトゥーフェイスに殺害され母はオーバードーズで死去、孤児となったジェイソンは盗品を売りながら路上生活をする。ある日、路上に止めてあったバットモービルのタイヤを盗むが、バットマンに捕らえられ孤児院に預けられる。しかし、その孤児院は子供を犯罪に利用する施設だった。孤児院を抜け出したジェイソンをバットマンは引き取り、修行を経て新たなロビンとなる。

## 書誌情報

### 翻訳版
- バットマン:デス・イン・ザ・ファミリー

小学館集英社プロダクション刊2012年9月27日発売。ISBN 978-4796871310
- バットマン:アンダー・ザ・レッドフード

小学館集英社プロダクション刊2013年12月18日発売。ISBN 978-4796871945
- レッドフード＆アウトローズ

小学館集英社プロダクション刊2016年09月07日発売。ISBN 978-4796876216
- レッドフード:ロスト・デイズ

小学館集英社プロダクション刊2016年11月16日発売。ISBN 978-4796876179

### 原語版
| タイトル                                                  | 収録内容                                                              | 刊行日     | ISBN           |
| ロビン                                                    | ロビン                                                                | ロビン     | ロビン         |
| --------------------------------------------------------- | --------------------------------------------------------------------- | ---------- | -------------- |
| Batman: A Death in the Family                             | Batman #426-429, 440-442, The New Titans #60-61 and Batman Annual #25 | 2011年11月 | 978-1401232740 |
| Batman: Second Chances                                    | Batman #402-403, #408-416 and Batman Annual #11                       | 2015年7月  | 978-1401255183 |
| レッドフード                                              |                                                                       |            |                |
| Batman: Red Hood - The Lost Days                          | Red Hood: The Lost Days #1-6                                          | 2011年6月  | 978-1401231644 |
| Batman: Under the Red Hood                                | Batman #635-641, #645-650 and Batman Annual #25                       | 2011年8月  | 978-1401231453 |
| Red Hood/Arsenal Vol.1: Open For Business                 | Red Hood/Arsenal #1-6 and Convergence: Titans #2                      | 2016年4月  | 978-1401261542 |
| Red Hood/Arsenal Vol.2: Dancing with the Devil's Daughter | Red Hood/Arsenal #7-13 and Red Hood and the Outlaws: Rebirth #1       | 2016年10月 | 978-1401264895 |

## スピンオフ
タイニー・タイタンズ
ティーン・タイタンズのメンバーが小学生となった日常を描いた作品。
リル・ゴッサム
バットマン関連のキャラクターたちが三頭身になったシリーズ。

## 他のメディア

### 映画
ニンジャバットマン (2018年)
声 - 石田彰、英語吹替 - ウィル・フリードル

### ドラマ
TITANS/タイタンズ (2018年)
演 - カラン・ウォルターズ

### アニメ
バットマン:アンダー・ザ・レッドフード (2010年)
声 - ヴィンセント・マーテラ

### ゲーム
バットマン アーカム・ナイト (2015年)
声 - トロイ・ベイカー
インジャスティス2 (2017年)
声 - キャメロン・ボーウェン